# 子安通
子安通（こやすどおり）は、神奈川県横浜市神奈川区の町名。現行行政地名は子安通1丁目から子安通3丁目（字丁目）、住居表示は未実施。面積は0.377km2。

## 地理
神奈川区の東部に位置し、西に亀住町と浦島町、東に横浜市鶴見区生麦一丁目、南に守屋町、北に七島町、入江一丁目、新子安一丁目、子安台一丁目と接している。

## 歴史

### 地名の由来
旧・子安町の東海道沿いに位置することから。

### 沿革
- 1936年（昭和11年）11月1日 - 子安町字海道通、七島および鶴見区生麦町字神明前の各一部を編入し、設置[5]。
- 1938年（昭和13年）4月1日 - 公共用地の地番整理により子安町の一部を1936年11月1日付で編入[6]。
- 1963年（昭和38年）4月2日 - 埋立地の一部を編入[7]。
- 1967年（昭和42年）5月1日 - 住居表示の実施に伴い、鶴見区生麦町の一部を編入[8]。
- 1976年（昭和51年）1月18日 - 土地区画整理事業に伴い、子安通1丁目の一部を浦島町、亀住町に編入[9]。

## 世帯数と人口
2025年（令和7年）6月30日現在（横浜市発表）の世帯数と人口は以下の通りである。
| 丁目        | 世帯数    | 人口    |
| ----------- | --------- | ------- |
| 子安通1丁目 | 1,489世帯 | 2,154人 |
| 子安通2丁目 | 1,026世帯 | 1,532人 |
| 子安通3丁目 | 2,550世帯 | 4,297人 |
| 計          | 5,065世帯 | 7,983人 |

### 人口の変遷
国勢調査による人口の推移。
| 年                 | 人口  |
| ------------------ | ----- |
| 1995年（平成7年）  | 4,554 |
| 2000年（平成12年） | 4,769 |
| 2005年（平成17年） | 5,212 |
| 2010年（平成22年） | 6,915 |
| 2015年（平成27年） | 7,798 |
| 2020年（令和2年）  | 8,113 |

### 世帯数の変遷
国勢調査による世帯数の推移。
| 年                 | 世帯数 |
| ------------------ | ------ |
| 1995年（平成7年）  | 2,184  |
| 2000年（平成12年） | 2,428  |
| 2005年（平成17年） | 2,681  |
| 2010年（平成22年） | 3,658  |
| 2015年（平成27年） | 4,272  |
| 2020年（令和2年）  | 4,775  |

## 学区
市立小・中学校に通う場合、学区は以下の通りとなる（2024年11月時点）。
| 字丁目      | 番地        | 小学校               | 中学校               |
| ----------- | ----------- | -------------------- | -------------------- |
| 子安通1丁目 | 1〜103番地  | 横浜市立神奈川小学校 | 横浜市立浦島丘中学校 |
| 子安通1丁目 | 104番地以降 | 横浜市立子安小学校   | 横浜市立浦島丘中学校 |
| 子安通2丁目 | 全域        | 横浜市立子安小学校   | 横浜市立浦島丘中学校 |
| 子安通3丁目 | 全域        | 横浜市立子安小学校   | 横浜市立浦島丘中学校 |

## 事業所
2021年（令和3年）現在の経済センサス調査による事業所数と従業員数は以下の通りである。
| 丁目        | 事業所数  | 従業員数 |
| ----------- | --------- | -------- |
| 子安通1丁目 | 65事業所  | 890人    |
| 子安通2丁目 | 39事業所  | 698人    |
| 子安通3丁目 | 80事業所  | 775人    |
| 計          | 184事業所 | 2,363人  |

### 事業者数の変遷
経済センサスによる事業所数の推移。
| 年                 | 事業者数 |
| ------------------ | -------- |
| 2016年（平成28年） | 195      |
| 2021年（令和3年）  | 184      |

### 従業員数の変遷
経済センサスによる従業員数の推移。
| 年                 | 従業員数 |
| ------------------ | -------- |
| 2016年（平成28年） | 2,319    |
| 2021年（令和3年）  | 2,363    |

## 交通

### 鉄道
- 東日本旅客鉄道 京浜東北線
  - 新子安駅

- 京浜急行電鉄本線
  - 子安駅
  - 京急新子安駅

### 道路
- 国道15号（第一京浜）

## 施設
- 遍照院
- 東横イン 横浜新子安駅前
- まいばすけっと 子安駅前店

## その他

### 日本郵便
- 郵便番号 : 221-0021[3]（集配局：神奈川郵便局[19]）

### 警察
町内の警察の管轄区域は以下の通りである。
| 丁目        | 番地 | 警察署       | 交番         |
| ----------- | ---- | ------------ | ------------ |
| 子安通1丁目 | 全域 | 神奈川警察署 | 神奈川通交番 |
| 子安通2丁目 | 全域 | 神奈川警察署 | 神奈川通交番 |
| 子安通3丁目 | 全域 | 神奈川警察署 | 神奈川通交番 |